# Vrede van de Pyreneeën
Met de Vrede van de Pyreneeën tussen Frankrijk en Spanje kwam in 1659 een einde aan de Frans-Spaanse conflicten die voortvloeiden uit de Dertigjarige Oorlog. In ruil voor vrede zag de Spaanse koning Filips IV af van zijn rechten op de landen en steden aangesloten bij de Unie van Atrecht. Bovendien kwamen beide landen een nieuwe grens overeen, waarbij Spanje afstand deed van Roussillon, een deel van Navarra, en het noordelijke deel van Cerdagne. Het verdrag werd op 7 november 1659 gesloten op Fazanteneiland.

## Frans-Spaans conflict
De openlijke oorlog tussen Frankrijk en Spanje kende zijn hoogtepunt in de Slag bij Rocroi (1643), waarbij een relatief klein Frans leger onder leiding van de hertog Lodewijk II van Bourbon-Condé in de buurt van Rocroi het grote en onoverwinnelijk geachte Spaanse leger onder leiding van graaf Francisco de Melo vernietigend versloeg. Zo kreeg Frankrijk bij de onderhandelingen voor de Vrede van Westfalen (1648) een uitstekende positie, en Mazarin wist door scherp onderhandelen zeggenschap te krijgen over de Elzas en het zuiden van Lotharingen.
Hierdoor kwamen de Spaanse Nederlanden geïsoleerd te liggen omdat ze nu niet meer over land bereikbaar waren vanuit het Habsburgse Oostenrijk. Filips was echter financieel en logistiek niet in staat om een voldoende krachtig leger op te roepen om weerstand te bieden aan de Franse expansiedrift en moest machteloos toezien hoe Franse troepen delen van Spanje binnenvielen. Vanuit deze positie begon Mazarin onderhandelingen over een vredesverdrag, dat zeer negatief uit zou vallen voor Spanje.

## Dynastieke bezegeling

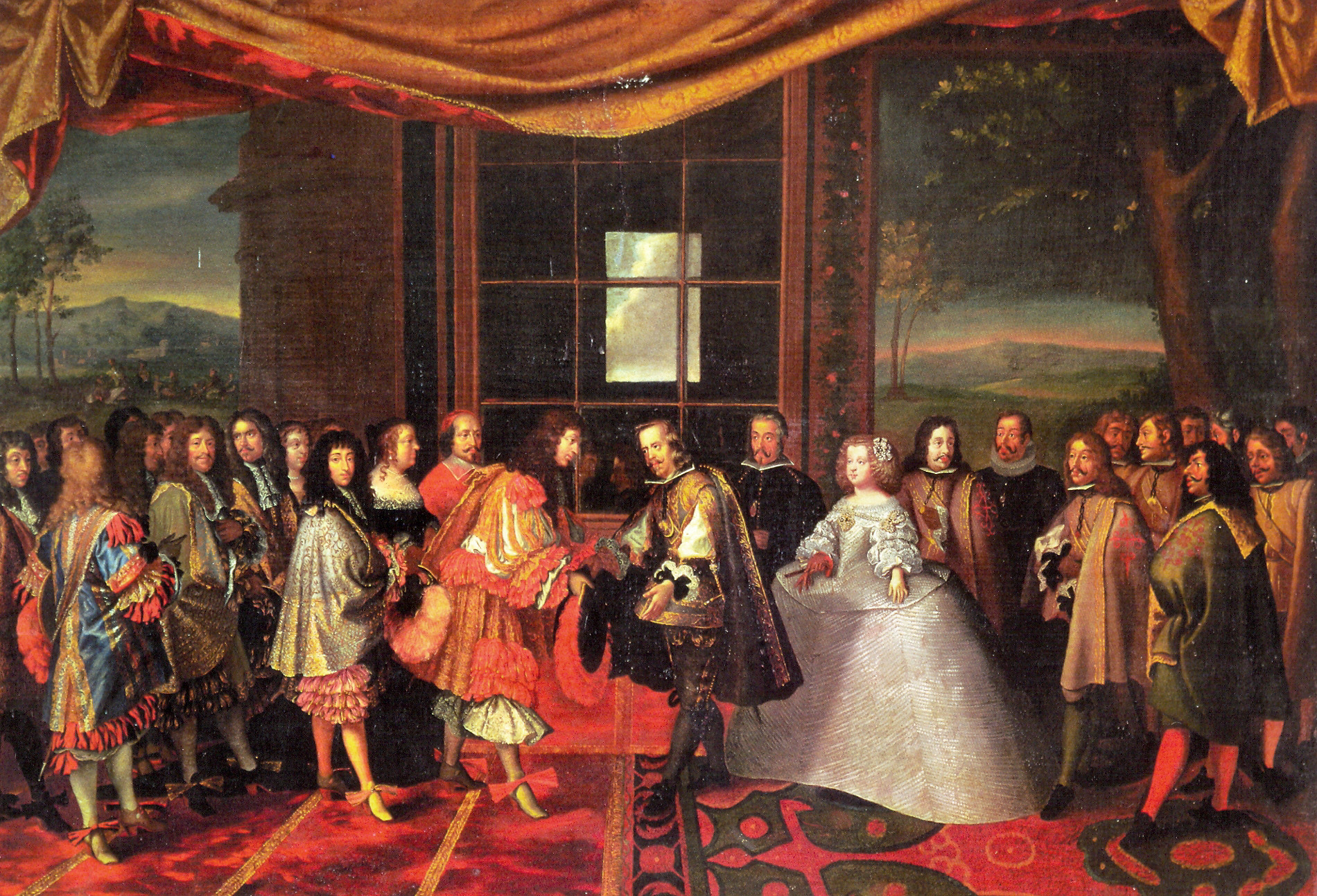
Lodewijk XIV van Frankrijk en Filips IV van Spanje op Fazanteneiland, 7 juni 1660. Door Jacques Laumosnier.

Het verdrag werd op 7 juni 1660 bezegeld met het huwelijk tussen Lodewijk XIV en Filips' enige dochter, de infante Maria Theresia van Spanje. Volgens het verdrag kon zij afstand doen van de rechten die zij en haar nakomelingen zouden hebben op de Spaanse troon na betaling van 500.000 gouden écu's aan Lodewijk XIV (de "bruidsschat"). Zoals door Mazarin voorzien was Filips echter niet in staat om dit bedrag op te brengen. Dit zou na de dood van Filips aanleiding worden voor de Devolutieoorlog, en na de dood van zijn kinderloos gebleven zoon uit een haastig gesloten tweede huwelijk, Karel II van Spanje, tot de Spaanse Successieoorlog.

## Beperking Spaanse invloed
De vrede betekende het eind van de Spaanse rol van grote mogendheid op het Europese vasteland. Spanje verloor Artesië, de graafschappen Bonen en Henegouwen en delen van Vlaanderen (onder andere Duinkerke); verder delen van Luxemburg en Lotharingen en diverse heerlijkheden in de Languedoc. Frankrijk nam het nu geïsoleerd liggende deel van Lotharingen in, waardoor de Franche-Comté en de Spaanse Nederlanden geïsoleerd raakten. Voor Lodewijk was het vredesverdrag een bevestiging van de rol van Frankrijk als machtigste Europese staat.

## Een nieuwe grens

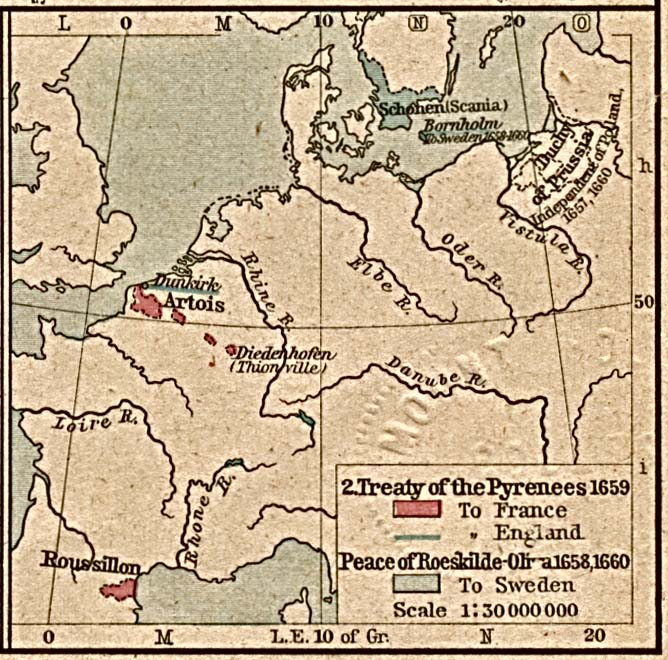
Verdrag van de Pyreneeën

In het verdrag werd vastgelegd dat de waterscheiding van de Pyreneeën voortaan de grens tussen beide landen zou vormen. Op sommige plaatsen verschoof de grens daarmee veertig kilometer naar het zuiden, waardoor Rousillon en Neder-Navarra in Frankrijk kwamen te liggen. Frankrijk moest echter afstand doen van de Val d'Aran.
Diverse Zuid-Luxemburgse steden in de streken rond Montmédy, Yvoy en Thionville, met bij elkaar ruim 65.000 inwoners, werden ingedeeld bij het Prinsbisdom Metz, een van de door Frankrijk gedomineerde Trois-Évêchés.
Het grootste deel van het graafschap Artesië, dat net als Luxemburg tot de Spaanse Nederlanden behoorde, werd Frans grondgebied. De noordgrens van Frankrijk schoof daarmee op naar het noorden. De stad Duinkerke werd toebedeeld aan het Engelse Gemenebest.

## Enige eigenaardigheden
Het verdrag werd getekend op Fazanteneiland; een eilandje in de rivier Bidasoa die de grensplaatsen Hendaye en Irun in Frans en Spaans Baskenland scheidt. Tot op de dag van vandaag geldt dit eiland als zowel Frans als Spaans grondgebied; beide landen voeren bij toerbeurt een half jaar lang het bewind over het eiland.
De Spaanse enclave Llívia ontstond door een onzorgvuldige passage in het verdrag. Cerdagne (Cerdanya), de landstreek in het dal van de rivier Sègre, was moeilijk in te delen. Zijrivieren stromen van noord naar zuid of juist van zuid naar noord in de Sègre, terwijl de Sègre zelf eerst naar het noorden stroomt en pas ter hoogte van Llívia naar het zuidwesten afbuigt. Daarom werd het dal in tweeën gedeeld; in het verdrag werd opgenomen dat de dorpen die stroomopwaarts van Puigcerdà in het bekken van de Sègre lagen, voortaan bij Frankrijk zouden horen. Llívia was echter geen dorp maar had stadsrechten en de bevolking koos ervoor om Spaans te blijven. Om deze situatie te formaliseren werd in 1660 een speciaal verdrag gesloten, het Verdrag van Llívia.
Na het vaststellen van de nieuwe grenzen bereikte Frankrijk min of meer zijn huidige oppervlakte en de vorm van een zeshoek.